# Andropolia
Andropolia es un  género  de lepidópteros de la familia Noctuidae. Es originario de Norteamérica.

## Especies
- Andropolia aedon (Grote, 1880)
- Andropolia contacta (Walker, 1856)
- Andropolia diversilineata (Grote, 1877)
- Andropolia extincta (Smith, 1900)
- Andropolia olga Smith, 1911
- Andropolia olorina (Grote, 1876)
- Andropolia theodori (Grote, 1878)

## Antiguas especies
- Andropolia dispar es ahora Fishia dispar (Smith, 1900)
- Andropolia lichena es ahora Aseptis lichena (Barnes & McDunnough, 1912)
- Andropolia pallifera es ahora Apamea pallifera (Grote, 1877)